# Athis-Val-de-Rouvre
Athis-Val-de-Rouvre es una comuna nueva francesa situada en el departamento de Orne, de la región de Normandía.

## Historia
Fue creada el 1 de enero de 2016, en aplicación de una resolución del prefecto de Normandía del 16 de diciembre de 2015 con la unión de las comunas de Athis-de-l'Orne, Bréel, La Carneille, Les Tourailles, Notre-Dame-du-Rocher, Ronfeugerai, Ségrie-Fontaine y Taillebois, pasando a estar el ayuntamiento en la antigua comuna de Athis-de-l'Orne.

## Demografía
| Gráfica de evolución demográfica de Athis-Val-de-Rouvre entre 1800 y 2013 |
|                                                                           |

Los datos parciales entre 1800 y 2012 son el resultado de sumar los parciales de las ocho comunas que forman la nueva comuna de Athis-Val-de-Rouvre, cuyos datos se han cogido de 1800 a 1999 (o a 2006 según corresponda), para las comunas de Athis-de-l'Orne, Bréel, La Carneille, Les Tourailles, Notre-Dame-du-Rocher, Ronfeugerai, Ségrie-Fontaine y Taillebois de la página francesa EHESS/Cassini. Los demás datos se han cogido de la página del INSEE.

## Composición
| Comuna delegada      | Código INSEE | Población (2013) | Superficie (km²) | Densidad (hab./km²) |
| -------------------- | ------------ | ---------------- | ---------------- | ------------------- |
| Athis-de-l'Orne      | 61007        | 2564             | 32.47            | 79                  |
| Bréel                | 61058        | 125              | 3.71             | 34                  |
| La Carneille         | 61073        | 569              | 15.91            | 36                  |
| Les Tourailles       | 61489        | 71               | 2.46             | 29                  |
| Notre-Dame-du-Rocher | 61313        | 67               | 3.43             | 20                  |
| Ronfeugerai          | 61353        | 364              | 6.57             | 55                  |
| Ségrie-Fontaine      | 61465        | 420              | 6.68             | 63                  |
| Taillebois           | 61478        | 127              | 5.51             | 23                  |